# Sformato
Lo sformato, talvolta detto anche flan, è una preparazione alimentare tipica italiana che può essere usata come antipasto o come piatto principale.
La maggior parte degli sformati è a base di verdura. Alla verdura lessata, tritata e insaporita (con olio o burro) si aggiungono le uova (talvolta con l'albume montato a neve) e il formaggio. Se piace, un pizzico di noce moscata.
Invece delle verdure si può inserire la carne, il prosciutto cotto o altri ingredienti.
La cottura può avvenire in forno in uno stampo col buco in mezzo, detto "cerchio da flan", meglio se antiaderente per agevolare l'operazione di sformare, o nel caso di composti particolarmente delicati (con gli albumi montati a neve), a bagnomaria in forno, in modo che resti un tortino molto soffice e gonfio. Lo sformato è cotto quando immergendovi uno stecchino questo esce pulito.
Si può cuocere anche nei moderni forni a microonde, con il vantaggio di tempi brevi, ma con lo svantaggio di un'umidità interna più elevata.
La cottura può avvenire anche in pentola a pressione.